# AUSA
AUSA ist ein Hersteller von Baumaschinen, insbesondere von Vorderkippern, Gabelstaplern und Teleskopladern. Der Stammsitz des Unternehmens ist Barcelona in Spanien.

## Geschichte
Gegründet wurde das Unternehmen 1956 von Maurici Perramon, Antoni Tachó, Guillem Tachó und Josep Vila unter dem Namen Automóviles Utilitarios Sociedad Anónima und fertigte einen Kleinwagen unter der Marke PTV.
1960 beginnt die Produktion von Vorderkippern für das Baugewerbe. Später folgen geländegängige Gabelstapler. Ab 2008 ergänzen Teleskoplader das Sortiment. 

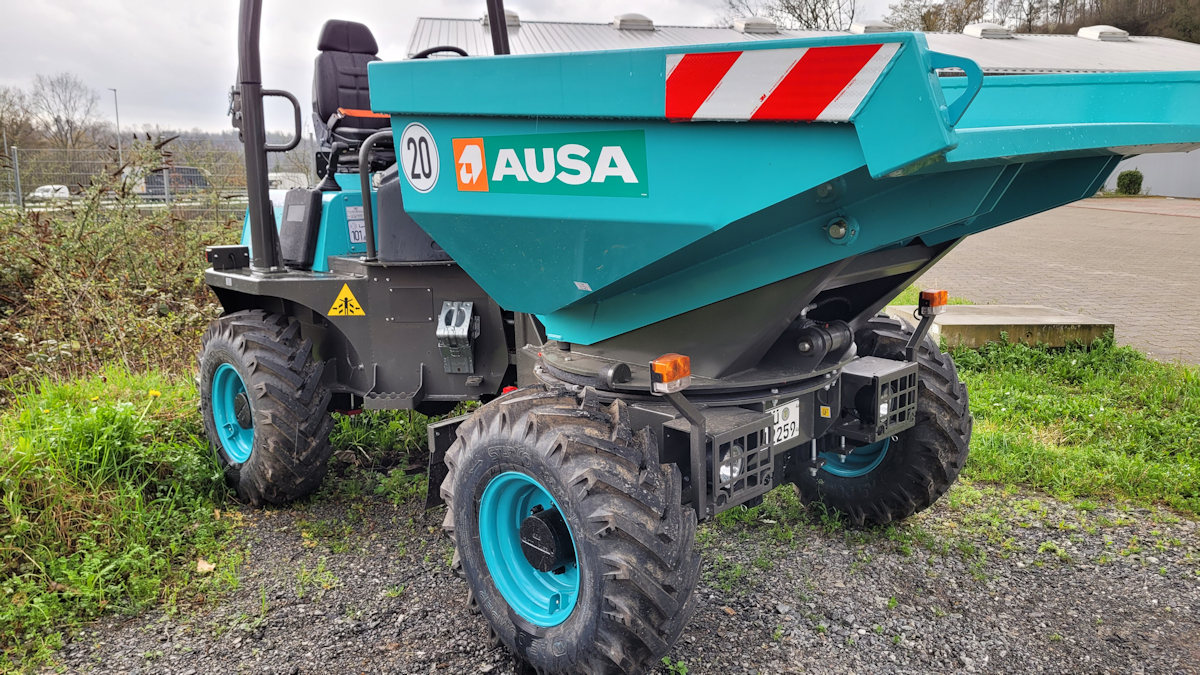
AUSA Raddumper mit Kippmulde

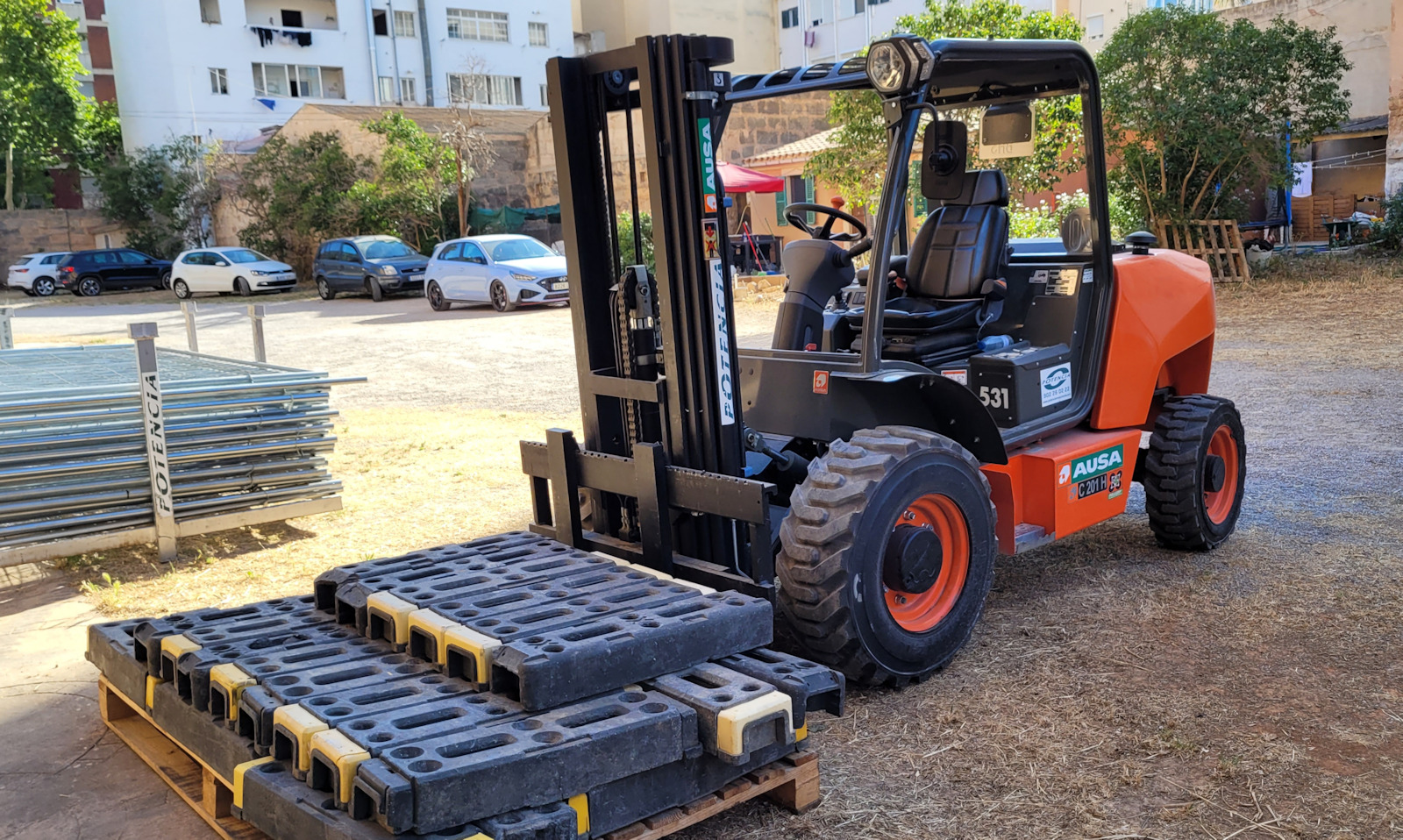
AUSA Gabelstapler

## Produkte
Folgende Baufahrzeuge stellt AUSA her:
- D-Reihe: Knickgelenkte Dumper mit 1 t – 10 t Nutzlast
- C-Reihe: geländegängiger Gabelstapler mit 1,5 t – 5 t Ladekapazität
- T-Reihe: Teleskoplader mit 1,3 t – 2,3 t Ladekapazität